# Zračna nadmoć
Zračna nadmoć (eng. air supremacy) potpuna je dominacija nad nekim zračnim prostorom u ratno vrijeme. U takvim uvjetima protivničke zračne snage onemogućene su u bilo kakvom efektivnom djelovanju.